# Phrynopus kauneorum
Phrynopus kauneorum är en groddjursart som beskrevs av Lehr, Aguilar och Köhler 2002. Phrynopus kauneorum ingår i släktet Phrynopus och familjen Strabomantidae. IUCN kategoriserar arten globalt som akut hotad. Inga underarter finns listade i Catalogue of Life.